# Идеальный ужин
«Идеа́льный у́жин» — российское кулинарное шоу, выходившее на телеканале «Че» с 19 ноября 2018 по 3 октября 2019 года. Ранее оно продолжительное время выходило на канале «РЕН ТВ» под названием «Званый ужин» — с 18 сентября 2006 по 4 сентября 2017 года. На «РЕН ТВ» передача являлась адаптацией британского оригинального шоу «Come Dine With Me», тогда как для «Че» была адаптирована венгерская версия от дистрибьютора Red Arrow Studios — «Hal a tortán».
Первоначально шоу, в соответствии с названием, выходило в эфир телеканала по будням в 17:00 или 18:00. С 4 февраля 2008 года по 4 сентября 2017 года и с 19 ноября 2018 года до конца своего существования выходило в дневном эфире в 13:00. На «Че» параллельные повторы некоторое время шли в воскресенье, в 9:30.

## Содержание

Вторая заставка программы (с 16 февраля 2015 по 4 сентября 2017 года)

На каждой неделе в соревновании участвует 5 героев-представителей разных профессий, которые, каждый в свой день, принимают гостей у себя дома. Для этого им нужно в течение дня не только приготовить ужин, но и привести дом в порядок, придумать развлечения для гостей и сделать по-настоящему комфортную атмосферу. В конце недели, по результатам баллов, выставленных гостями, определяется лучший хозяин.
Ведущий шоу большую часть дня проводит с участником. Он помогает ему в выборе продуктов и в приготовлении блюд из ожидаемого меню, а также ведёт беседу на самые разные темы.
До весны 2014 года в программе на «РЕН ТВ» периодически участвовали известные люди (Алексей Митрофанов, Василий Шандыбин, Оксана Почепа, Анетта Орлова, Светлана Заболева, Джон Уоррен, Анатолий Вассерман, Владимир Пермяков, Виктория Пьер-Мари, Светлана Галка, Елена Ищеева, Альберт Демченко, Гоген Солнцев, Светлана Конеген, Михаил Гребенщиков, Евгений Осин, Сергей Овчинников, Александр Полеев, Никас Сафронов, Елена Погребижская, Павел Кашин, Юрий Медовар, Александр Поклад, Айдамир Мугу, Александр Малинин и др.), а также те люди, которые на момент съёмок той или иной программы были аффилированы с другими проектами канала «РЕН ТВ» (Елена Турубара, Мария Румянцева, Оксана Барковская, Александр Пряников, Олег Осипов и др.).
После смены руководства телеканала в 2010 году (когда на «РЕН ТВ» стали постепенно переходить люди с опытом работы на НТВ) концепция шоу была пересмотрена: в целях увеличения рейтинга в нём стали принимать участие люди «из народа» с эксцентричным поведением, а также участники реалити-шоу «Дом-2», в частности, Николай Должанский.
До 30 апреля 2015 года программа завершалась титрами с указанием съёмочной группы, во время которых показывались неудачные дубли со съёмок и интервью участников и гостей.
В сентябре 2017 года руководство телеканала «РЕН ТВ» приняло решение о закрытии «Званого ужина». Причина закрытия неизвестна. 4 сентября (на тот момент уже вышла программа первого дня 443 недели), в день, когда планировалось начать съёмку нового блока программ, всем сотрудникам проекта было просто объявлено о его закрытии. Об этом написал на своей страничке в Facebook ведущий Григорий Шевчук, ставший рассматривать новые предложения о сотрудничестве. Все остальные передачи на неделе с 4 по 8 сентября были убраны из сетки вещания телеканала.
Осенью 2018 года появилась информация о возобновлении передачи на развлекательном канале «Че» в прежнем графике выхода в эфир, но с новым названием и ведущим — шеф-поваром Григорием Ляховецким.
В период с 17 по 21 июня 2019 года в рамках звёздной недели были показаны выпуски программы с участием ведущих телевизионных программ телеканала «Че»: Егора Пирогова («Невероятные истории»), Юрия Сидоренко («Утилизатор»), Сергея Дружко («За гранью реального»), актрисы сериала «Лондонград» Анастасии Меськовой и дизайнера одежды Екатерины Менщиковой.
В октябре 2019 года после показа 40 серии 3-го сезона показ новых серий был прекращён, и после трансляции в течение ноября повторов старых выпусков шоу было снято с эфира. Официальных сообщений о закрытии шоу не поступало.
После полугодового перерыва, с 16 марта 2020 года шоу снова появилось в программе канала, но с повторами старых выпусков. В настоящее время программа транслируется в ночном эфире.

## Последующие передачи
С 25 октября по 24 декабря 2021 года на телеканале «Ю» выходила идентичная по концепции передача «Гости и прочие неприятности», также основанная на венгерском формате «Hal a tortán» и произведённая компанией «Леан-М». Ведущим был шеф-повар Илья Васильев. Всего вышло 40 выпусков.
В 2018—2019 годах на том же телеканале «Ю» выходила передача «Моя свекровь — монстр», по концепции похожая на «Званый ужин».

## Критика
Телепередача негативно воспринимается многими зрителями ввиду участия в ней людей с вызывающим поведением, различных «фриков» и других эксцентричных личностей без кулинарных способностей (что стало особенностью в период перед закрытием телепередачи). Эти обстоятельства зачастую приводили к абсурдным (подчас — натянутым) конфликтным ситуациям между участниками, а иногда и к дракам. Также зачастую в передаче участники занижали оценки своим оппонентам ради своей победы.
В июне 2017 года рецензент, искусствовед Людмила Семёнова отзывалась о падении качества выпусков передачи следующим образом:

Теперь, по прошествии более чем десяти лет, от прежнего «Званого ужина» остался только Григорий Шевчук (второй ведущий Александр Ковалёв появился чуть позже) и правила, ставшие полной формальностью. Какой смысл выделять на готовку три часа, какая разница, есть ли у хозяина продукты, если можно подать на стол кастрюлю кипятка, маргарин, размазанный по хлебу, или дохлых голубей? Зачем беспокоиться о домашней атмосфере, если никто уже не принимает гостей дома, — на всех одна квартира, в которой надо только разбросать заранее компрометирующие фотографии и несвежее бельё? И какие нужны развлечения, если можно просто побросаться едой, поплевать на пол, перевернуть стол и быть с позором выгнанным? 

Первые тревожные звоночки зазвучали, когда в шоу стало мелькать слишком много подставных актёров, хозяева начали поголовно петь и дарить гостям свои диски, а само соревнование утратило всякий смысл — люди глазом не моргнув ставили незаслуженно низкие оценки, и это ни у кого не вызывало вопросов. Всё больше раздражали и регулярные визиты модных нынче веганов и сыроедов, которые демонстративно ничего не едят и желают не разделяющим их взгляды умереть в мучениях.

Автор статьи также отмечает, что в самом начале существования телешоу вышеописанные тенденции отсутствовали: «участники действительно готовили вкусные или хотя бы съедобные блюда, общались в адекватной атмосфере», а если кто-то из конкурсантов и не умел хорошо готовить, то это всегда компенсировалось его положительными человеческими качествами: добротой, отзывчивостью, гостеприимством.
После переименования в «Идеальный ужин», по свидетельству того же рецензента, формат передачи был скорректирован и стал чуть пристойнее, чем в поздние годы на «РЕН ТВ»: в частности, резко убавилось число эпатажных приглашённых гостей, готовивших тошнотворные блюда или же подававших к столу кипяток. Но при этом основная проблема «Званого ужина» решена так и не была: «Люди, которых шоу сводит за одним столом, не могут нормально общаться между собой. Они непременно начинают перекидываться колкостями, не говоря уж о комментариях „за глаза“». По мнению автора, это — уже симптом болезни скорее всего общества, нежели отдельно взятой передачи. Среди преимуществ было отмечено обстоятельство, что теперь программу ведёт не актёр и шоумен, а профессиональный шеф-повар, с введением которого стали невозможны некоторые ходы, работавшие в старой версии данного телешоу.
На телепроект была сделана пародия в программе «Большая разница».